# П'єтро Бембо
П'є́тро Бе́мбо (італ. Pietro Bembo; 20 травня 1470, Венеція — 18 січня 1547, Рим) — італійський гуманіст, поет, літературний теоретик, кардинал. Бембо мав великий вплив на формування італійської мови, особливу увагу приділяючи тосканському діалекту, як основі літературної мови. Своїми творами відновив інтерес до творчості Петрарки у 16 столітті, поклавши початок поезії петраркізму.

## Біографія
Походив зі знатної та багатої родини венеційських патриціїв.На момент його народження родина Бембо займалася з великим успіхом торгівлею та мала свої представництва в Константинополі, Дамаску, Палермо. Батько Бернардо Бембо був важливим політичним діячем та гуманістом.

## Творчість і спадщина

### Про Етну
«Про Етну» — діалог П'єтро Бембо, написаний після повернення з Мессіни, де він проходив навчання у Костянтина Ласкаріса. Твір написано у формі діалогу між П'єтро та його батьком Бернардо. У ньому розповідається про сходження на Етну, яке автор здійснив, повертаючись додому. Батько й син обговорюють вулкан, його історію, спираючись на власний досвід і твори класиків. Книгу видав 1496 року Альд Мануцій.

### Азоланські бесіди

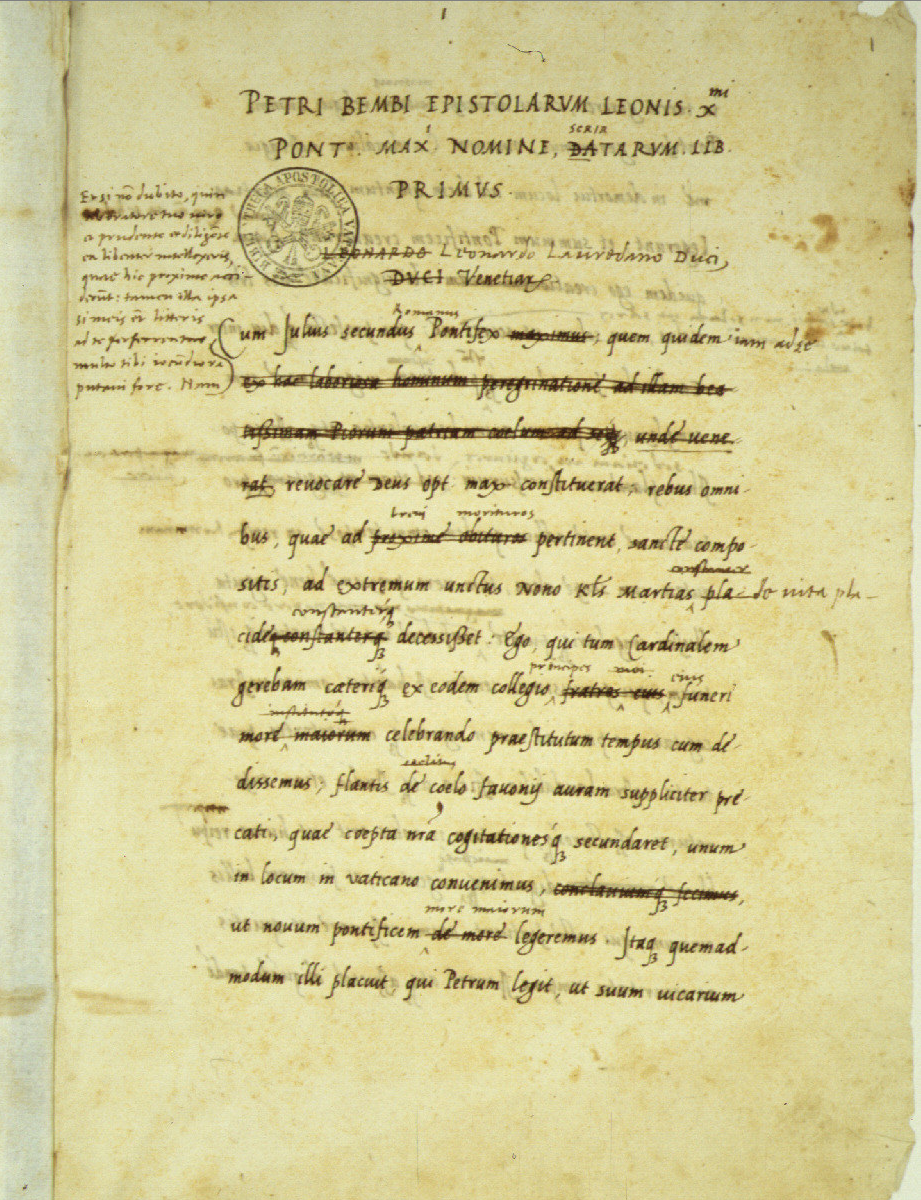
Фрагмент листа П'єтро Бембо папі римському Леву X (між 1517 і 1519 роками).

У великій літературній спадщині Бембо (вірші, трактати, листи, діалоги, історія Венеції з 1487 до 1513 року) найвідомішими виявилися «Азоланські бесіди» — діалоги італійською мовою у прозі й віршах. «Азоланські бесіди» вперше вийшли друком 1505 року, проте Бембо продовжував працювати над ними і в наступні роки. «Азоланські бесіди» мали велику популярність і неодноразово перевидавалися (у XVI столітті було понад двадцять видань). Свій твір Бембо присвятив знаменитій Лукреції Борджіа, яка, можливо, й надихнула його на створення «Азоланських бесід». У них відчутний значний вплив неоплатонічної філософії любові й краси: акцент ставиться на божественне походження краси, на поступову трансформацію чуттєвої любові в духовну.
Бембо виступав і як теоретик з питань формування італійської мови. У трактаті «Міркування в прозі про народну мову» (1525 р.) він обстоював переваги тосканського діалекту, в якому бачив основу літературної італійської мови, й закликав звертатися до мови Петрарки й Боккаччо. У стилі Петрарки написано також багато ліричних віршів Бембо, який вважається родоначальником поезії «петраркізму». Шанувальники лірики великого поета в Італії та за її межами — в Англії, Франції, Польщі, Далмації — культивували стиль Петрарки, розміри віршування, але особливо — гаму любовних почуттів, доповнюючи її ідеалізованими схемами в дусі філософії неоплатонізму.

## Твори
- Terze Rime (збірка віршів, 1502)

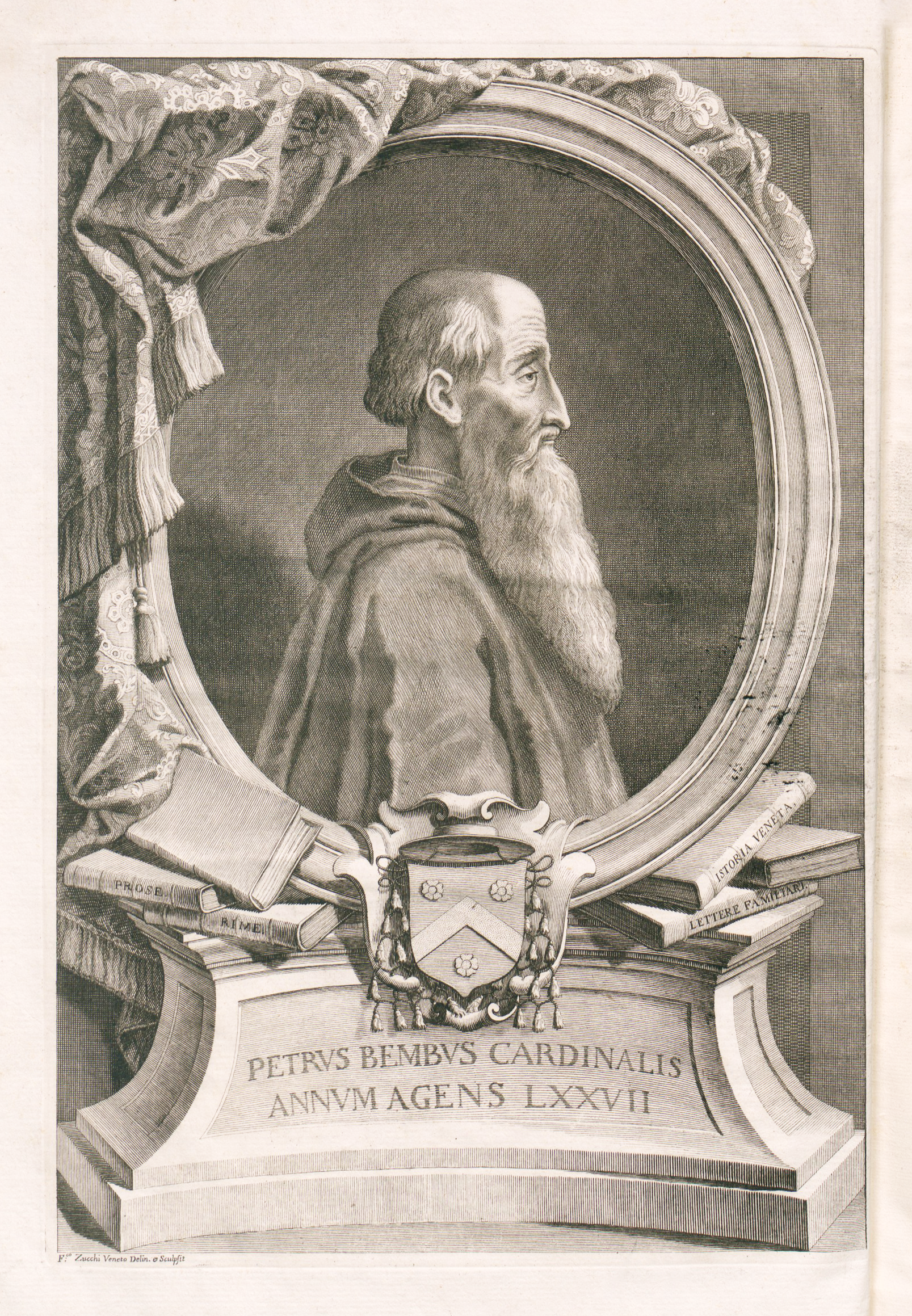
Pietro Bembo, Historia Veneta, 1729

- Азоланські бесіди (Gli Asolani, 1505)
- Роздуми в прозі про народну мову (Prose nelle quali si ragiona della volgar lingua, 1525, трактат)
- Рими (Rime, 1530)
- Carmina (збірка віршів, 1533)
- Історія Венеції (Rerum veneticarum libri XII, 1551)